# 荒城の月
『荒城の月』（こうじょうのつき、歴史的仮名遣い：くわうじやうのつき）は、土井晩翠作詞・瀧廉太郎作曲による歌曲。哀調をおびたメロディと歌詞が特徴。七五調の歌詞（今様形式）と西洋音楽のメロディが融合した楽曲。特に、日本で作曲された初めての西洋音楽の歌曲とされ、日本の歴史的に重要な曲である。

## 旋律
1901年（明治34年）に「荒城の月」として発表された。中学校（旧制中学校）唱歌の懸賞の応募作品として土井晩翠の詩に、東京音楽学校の瀧廉太郎が曲をつけて描いた作品。日本における曲では、これまでのヨナ抜き音階の日本の旋律ではなく、創めて西洋音楽の旋律を大衆に押し広げた歴史的な歌曲である。原曲は無伴奏の歌曲で『中学唱歌集』に収められた。
1903年（明治36年）に瀧が没し、その後の1917年（大正6年）山田耕筰はロ短調から短三度上のニ短調へ移調、ピアノ・パートを補い旋律にも改変を加えた。山田版は全8小節からテンポを半分にしたのに伴い16小節に変更し、一番の歌詞でいえば「花の宴」の「え」の音を、原曲より半音下げて（シャープを削除して）いる。
1918年（大正7年）セノオ音楽出版社から独唱「荒城の月」として出版されたが、これはシャープがついている。また1920年（大正9年）1月25日発行の同社の版でもシャープがついている。 一方、1924年（大正13年）発行の同社の版ではシャープがない。
作曲家の森一也によれば、1927年（昭和12年）の秋、東京音楽学校の橋本国彦助教授が概略次のように語ったという――欧州の音楽愛好家に「荒城の月」を紹介する際は、山田耕筰の編曲にすべきである。滝廉太郎の原曲は「花のえん」の「え」の個所に＃がある。即ち短音階の第4音が半音上がっているが、これはジプシー音階の特徴で外国人は日本の旋律ではなくハンガリー民謡を連想する。それを避けるために山田は、三浦環に編曲を頼まれた時、＃を取った。外国で歌う機会の多い三浦にとっては その方が良いとの判断だったのだろう。
山田耕筰のピアノ伴奏を用いながら、オリジナルの旋律を歌った例として、米良美一の録音が挙げられる。

## 歌詞

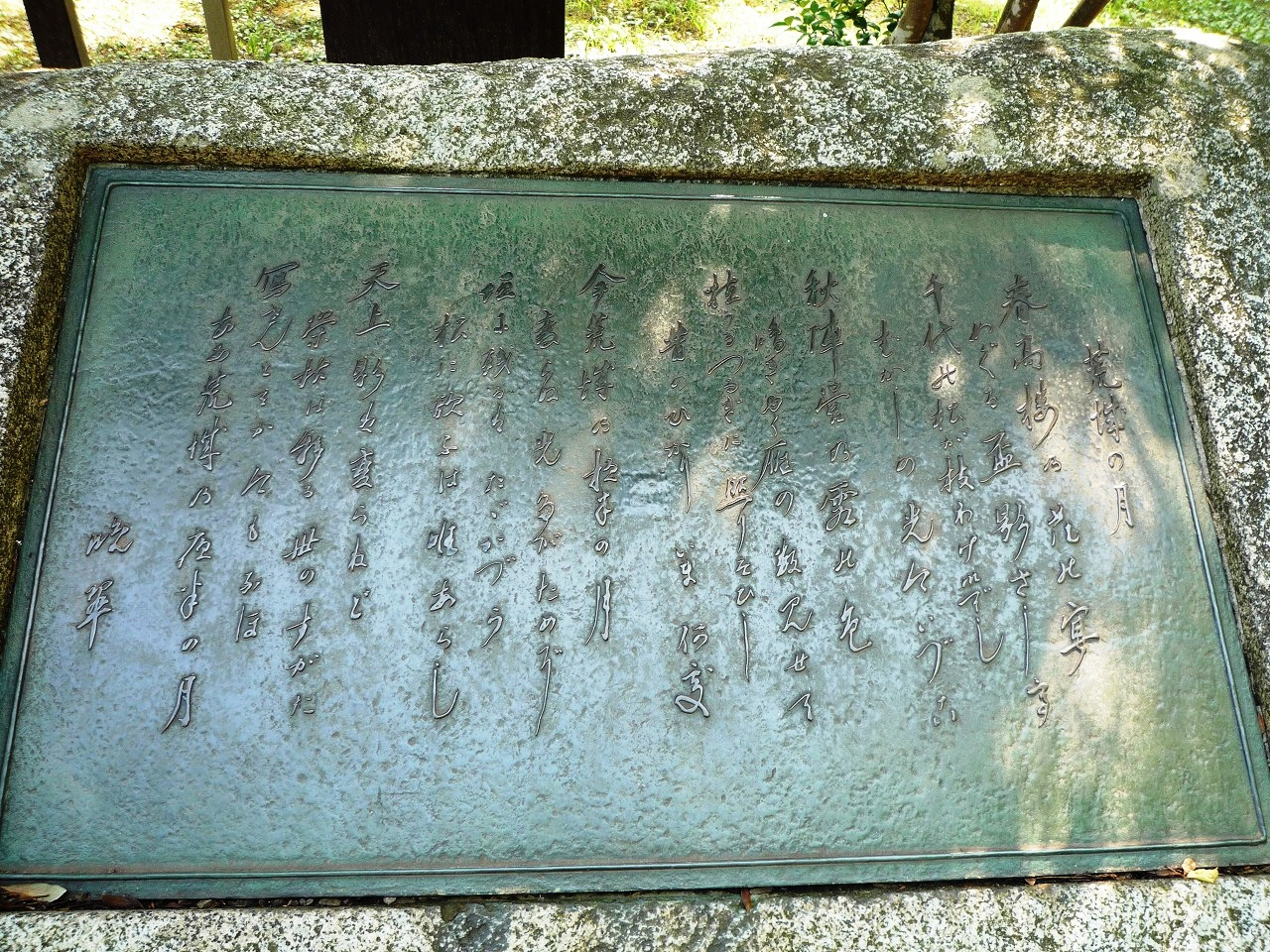
仙台城にある『荒城の月』歌碑。1952年（昭和27年）に晩翠の胸像とともに建立。除幕式に晩翠は病をおして出席し、『身にあまる ほまれをうけて ただなみだ 感謝をささぐ 一切の恩』と詠みその場で号泣したという

### 要旨
1898年（明治31年） 東京大学大学院の土井晩翠に、東京音楽学校が懸賞応募用テキストとして詩を依頼したもの。原題は「荒城月」である。詩集への収録はない。
- この詩は、晩翠が、時間的に悠久無常の哀愁を詠み表した名作である。晩翠は、崇敬した上杉謙信（景虎）が空間的に雄大な景色を詠んだ名作"九月十三夜陣中作"に対立して詩を示し、両者で宇宙（時空）を表して晩翠は謙信と肩を並べるとした。
- 晩翠の詩は、背景には武士の時代の終焉、つまり徳川幕府の大政奉還及び王政復古による明治新政府へ、旧幕藩体制から移行した明治維新がある。戊辰戦争での旧幕藩体制終焉、廃藩置県及び廃城令（1873年）があり荒城が登場する。月は八重の下弦の月とも伝わるが、ただ悠久の月が照っている。
- 晩翠の故郷、東北方面では奥羽越列藩同盟などが新政府軍（官軍）と戦い、仙台藩、会津藩、盛岡藩など同盟軍は敗戦して新しく明治の時代を迎えている。
- 詩の構成は、起承転結の構成で、且つ、複数の韻律に従っている。また、歌詞一番と二番の対比、一番二番と三番四番の対比等と、二重三重と幾重ねた対比がある。

#### 歌詞一番「春高楼の…」は、
栄華の回想から暗示する。
- 朔詩である。盃かげさしては、名月と対比されている。盃は、月を示し逆に写す器で「さかつき」は「逆月」と読み替えられる。過去に遡る意と朔月（昼の月）から始まる意がある。
- 「千代」とは非常に長い年月を意味し、「千代木」（ちよき）が松の異名であることから、松には長い年月が刻み込まれていると考えられている。その松の枝を分けて昔の「光」を探す情景は、憂いがあって美しい。
- また、この詩は「千代の松」を象徴的に、松平竹千代とする説がある。徳川の子孫を示し、晩翠は徳川御連枝会津保科家の鶴ヶ城の解体された本丸（垣）も見ている。
- 一方、この詩は「千代」を「ちよ」とよんでいるが、伊達政宗が「千代」（せんだい）を「仙台」（仙臺）と書き改め、現在の仙台市につながっているため、仙台出身の土井晩翠が「仙台」の掛詞である「千代」と書き、「ちよ」と読みを替えて「仙台」のことを暗に示しているとも考えられる。その場合、「千代の松」は「仙台（城）の松」となるが、「千代」は「長い年月」の意味もあるので両方を掛け合わせたととった方がよい。ちなみに、「仙台」とは「仙人の住む高台」を意味し、伊達政宗が住む山城の仙台城（青葉城）を示している。仙台城という城の名前から城下町も仙台となった。また、松平陸奥守仙台城は戦禍を免れ顕在した高楼のお城であったが、晩翠は解体された本丸跡（垣）や高楼の二の丸を見ている。
- 更に、晩翠は富山城の解体された本丸、西の丸跡（垣）も見ている。この詩の背後に、松平前田藩邸跡の東京大学で晩翠が詩を構想した際に松平前田御連枝の富山城を写し込んだと考えられている。
- また、高楼は、幕政および幕藩体制を表すと考えられる。花の宴は同盟や養子縁組など、政略的な縁組と思われる。
- また、仙台藩も前田藩も徳川家康の姫（孫）を迎えている。

#### 歌詞二番「秋陣営の…」は、
大変厳しい戦いを示した。
- 会津藩士の砲術家、山本八重（新島襄の妻）が落城を悟り九月二十二夜「明日よりはいづくの誰か眺むらん　馴れし大城に残る月影」と一首の歌を書き残したという逸話が、晩翠の心に深い感銘となって刻み込まれたと伝わっている。
- 晩翠は、謙信が石動山城で勝利の確信から名月に詠んだ"九月十三夜陣中作"の「霜は軍営に満ちて秋気清し 数行の過雁月三更 越山併せ得たり能州の景 遮莫あれ家郷の遠征を憶う」とズバリ明（および暗）の対照を行っている。晩翠の謙信との精神的結びつきの強さをも表し、この歌詞二番では謙信の"九月十三夜陣中作"をオマージュして晩翠がへりくだった構図をとる。
- 雁は、主に東北地方や北陸地方共通に越冬する渡り鳥。謙信は、精鋭飛来による勝利を表すのに対し、晩翠は、倒れる多くの武士を表したと見られる。
- 晩翠は、戦いにより地に突き刺し捨てられた剣を「植うるつるぎ」とし、武士の時代およびその戦いの終焉を表した。東の月は「倒れた武士の姿を映すつるぎを照らしている」のである。なお、既に戊辰戦争では専ら刀の斬りあいではない。この表現は、晩翠が戦国期の謙信が剣を翳す「植うる剣」と時間的、意味的、空間的対比を行ったことによる。晩翠は、東の月に謙信が戦場とした麓の神保氏富山城など辺りに地に刺さる「植うるつるぎ」の光景を見出している。それを、悠久の時を超えて詩に用いて二重三重の対照化をしている。
- 実際に、晩翠であれ誰であれ能登から仰ぎ見て目に映るのは、富山湾に写る謙信の「名月に照らされた剣の立山」のみである。そこで晩翠はこの地に植うる剣の美しさにインスパイアされて表現に転用している。
- 時を超えて神保氏は会津藩士となり、会津戦争を戦い松平容保家老の神保内蔵助などが壮絶な死を迎える。
- 謙信は、家郷を空間的に振り返り武功を詠むのに対し、晩翠は栄華を時間的に振り返り悲哀を詠んでいる。
- また、謙信との対照化は歌詞一番三番四番にわたっておこなわれている。

#### 歌詞三番「今荒城の…」は、
垣にただ桂の現在が現れた。「憂うる世にさかつき巡る容保よ、さらば嵐は八重の月影」
- 歌詞一番二番の光陰に対して、この三番で”月桂”の姿を初めて明した。八重の句に、呼応しており落城後につづく光景を詠ったものである。
- 今夜半（三更）、忽然と二十三夜は、激しい戦いによって天守を失った、ただ石垣だけの城跡を照らし出した。

#### 歌詞四番「天上影は…」は、
天子は変らず月に世の栄華と悲哀を写して栄枯無常を詠んでいる。

### 詳細補足
- なお、この作詩の背景は、近代化によって去り往く徳川の世を偲ぶ日本の風情に満ち満ちている。
- 戊辰戦争の徳川の象徴は、鳥羽・伏見の戦いの後に、奠都で雅な皇城に変えた江戸城の無血開城（勝海舟/西郷隆盛）と徳川寛永寺上野戦争（輪王寺及び彰義隊）等がある。戦線は北上して晩翠の故郷につながっている。
- 晩翠は、音楽取調掛跡に建つ東京大学法文館に居て、廃藩置県及び廃城令等により改廃した松平前田藩邸跡で詩を書いており、かつての音楽取調掛（1879-1887）と法文館とも対照化させて詩を文学的に構想をした。
- 作詩の背後では、晩翠は、赤門松平前田藩邸跡と一橋門護持院跡等を視野に予め擬えて詩を構想したと考えられおり、また、設定の対比や多重構造化されている。依頼元の東京音楽学校の母体が音楽取調掛であり赤門松平前田藩邸跡にあった。音楽取調掛跡に建つ東京大学の母体は、徳川幕府の蕃書調所（1856-1863）及び開成所（1863-1868）であり一橋門護持院跡にある。
- 音楽取調掛は西洋音楽を、蕃書調所及び開成所は西洋書物を国内に取り込む端緒であり、文化的な開国が進んでいた。
- 音楽取調掛の松平前田藩邸跡と同地に松平富山藩邸跡があり、向かいには御三家水戸藩邸跡があり、晩翠の視野に基礎的な詩の背後設定は揃う。
- 一橋門蕃書調所（現在の神田一ツ橋２の共立女子学園の西側校舎辺り）の向かいは、神保伯耆守長興邸（神田神保町2丁目21付近（当時の一ツ橋通町7大学学士会館（当時の東京大学跡））が建っており同屋敷も神保氏で、晩翠の視野に象徴的な詩の背後設定も含めて全て揃って整う。
- 水戸徳川家頼房の男系子孫にて、15代将軍徳川慶喜も会津藩主松平容保（慶喜と又従弟）とあって、この詩では慶喜と容保の位置づけは対照的である。また、ここで一橋門は徳川宗家を表すが必ずしも慶喜のみを指すものではない。
- 水戸徳川家頼房の女系子孫には、前田家が位置づいており、富山藩主前田利同まで繋がっている。
- 徳川家康の女系子孫の側面では、慶喜と容保は共通であり、これに平行して前田家も同じである。
- 徳川家康の直系子孫の宗家には、紀伊徳川家吉宗の御三卿、一橋家があり同田安家が継いでいる。
- 背後基盤において、神保氏は過去へ鎌倉に遡る関わりで重要な働きをして詩に練り込まれている。鎌倉からの畠山足利家の重臣であった越中の神保国宗・神保長誠は、室町三管領畠山政長と共に応仁の大乱・明応の政変からの戦国時代への切っ掛けを創った者である。子孫は、富山城を築城したとされる神保長職、神保春茂子孫に板倉支藩の女系子孫に位置づく安中藩主重同・勝清・勝暁・勝意・勝矩等がおり、また勝矩系は奥羽越列藩同盟の福島藩主として東北戦争を戦ったこと、同春茂子孫に当る神保山城守相徳（茂宣）は彰義隊と行動を共にしたこと、神保小路の神保長治及び伯耆守長興の存在等、個性的な詩の背後設定は史実に支えられている。
- さらに、新選組の原田左之助が彰義隊に関わり銃槍にて神保伯耆守邸で絶命との永倉新八の証言があり、この有名なエピソードでも裏付けされる。
- そして、佐々成政の姫は神保（畠山?）氏春に嫁ぎ長利をもうけた。同長利は後に兼続・景勝に仕え、さらに山形最上家、鳥居家を経て保科正之に仕え、その後会津藩に遷って子孫は代々仕える。会津戦争では悲運の最期を遂げる神保内蔵助・神保修理のことは良く知られている。
- そして、織田信長の姉は先に同氏春に嫁ぎ氏長をもうけている。神保氏長家は幕末に神保数馬武清（亀三郎）邸を裏二番町に構えるが、後に偶然にも滝廉太郎も同町上二番町2及び22に住んでいた。
- 東京大学は、一橋門を離れて本郷に遷り、入れ替わって音楽取調掛は上野寛永寺の戦線跡に遷って（1885）共に北上する。その後、晩翠は詩に謳う。
- 因みに、蕃書調所の前身に、蛮書和解御用（1811-1856）は宇宙に繋がる天文方（1685-1870）の外局として開かれている。

## その他
- 土井晩翠が、詞の構想へモデルとした城として、宮城県仙台市の仙台藩青葉城址、同じく福島県会津若松市の会津藩鶴ヶ城址、また、当時、リンゴ狩りに訪れた際に立ち寄った岩手県二戸市の盛岡藩九戸城址に、それぞれ歌碑が設置されている。また、晩翠は詩の構想へモデルとした十三夜を詠む謙信の足跡を辿って、富山県富山市の前田藩及び神保氏富山城、石川県能登の石動山城跡、七尾城跡なども巡っている。
- 瀧廉太郎は、小学校時代を過ごした先述富山城、また、同じく大分県竹田市の岡城址から曲の着想を得たとされ、それぞれ富山城西側、岡城址に歌碑と廉太郎の銅像が設置されている。廉太郎は、当時すでに本丸の高楼を残して外堀の埋め立てが始まった富山城の小学校に通って音楽会に参加し、剣の立山連峰を渡る月夜の雁を仰ぎ、また、竹田では石垣のみとなった岡城址で一人佇んで思索したとされる。廉太郎の経験と晩翠の詩情とが一致し芸術的に触発されて名曲となったと考えられている。
- なお、晩翠と廉太郎は予め面識はなく、曲制作後ですら1回しか面会していない。二人は晩翠の詩を通してお互いがもつ体験によってのみ芸術的共通接点を得たものである。また、名作誕生の裏に、晩翠と廉太郎が詩の裏に建つ富山城を共通の舞台モデルとし、それぞれに時を超えて戦国と幕末、明治後期と同じ共通体験を得たこは奇跡であり、荒城の月のミステリアスな将に神秘である。

- 1989年（平成元年）に「『日本のうた・ふるさとのうた』全国実行委員会」がNHKを通じて全国アンケートにより実施した「あなたが選ぶ日本のうた・ふるさとのうた」で、本曲が第7位を獲得した[5]。
- 2006年（平成18年）に文化庁と日本PTA全国協議会が「日本の歌百選」に選定[6]。
- 大分県竹田市の九州旅客鉄道（JR九州）豊後竹田駅では、列車が到着する際の接近メロディとして歌詞付きでこの曲が流れる。岡城の下を走る国道502号の上り車線にはメロディ舗装がなされた区間があり、車が通過すると荒城の月のメロディが聞こえるようになっており、岡城からでもその音を聞くことが出来る。また、この歌に因んで名付けられた和菓子「荒城の月」も生産・販売されている。

- 仙台市地下鉄の時報はこの曲を使用している。かつて、仙台駅前の百貨店「丸光」（現在はさくら野百貨店）屋上に設置されたオルゴール（正確にミュージックサイレン）から、この歌のメロディが10:00・正午（12:00）・15:00・17:00に鳴り響いていた（→「荒城の月」サイレン）。

- 山田耕筰は、上記の改変のほかに、ピアノ独奏用の『哀詩－「荒城の月」を主題とする変奏曲』（1917年）、ピアノとヴァイオリン用の編曲（1928年）を書いている。

- ベルギーにあるシュヴトーニュ修道院（フランス語版、英語版）で、山田耕筰編曲版が聖歌として歌われている。

- ドイツのハードロックバンドのスコーピオンズが1978年の日本公演（於：中野サンプラザ）でこの曲（瀧廉太郎のオリジナル版）を歌ったことでも知られる。のちにリリースされたライブ・アルバム『蠍団爆発!! スコーピオンズ・ライヴ』に収録されている[注釈 2]。

- ジャズ・ピアニストのセロニアス・モンクが「Japanese Folk Song」として本曲をとりあげている。映画『ラ・ラ・ランド』ではこのバージョンが使用されている。

- フランスのブラックメタルバンドデススペル・オメガの楽曲「Carnal Malefactor」にて本曲の旋律が引用されている。2004年に発売された3rdアルバム『Si Monumentum Requires Circumspice』に収録されている。

- 大分放送（本社所在地・大分市、TBS系列）では瀧廉太郎の地元ということもあり、テレビジョン放送終了（同局では概ね27時前後）時にBGMとして流している。デジタル化に際しホ短調→イ短調を1分ずつの管弦楽主体の曲に変えた。

- 横山ホットブラザーズはミュージックソーというのこぎりの形をした楽器を使い、本曲を演奏する持ち芸を披露している。

- 高梨康治が音楽を手掛けるアニメ『月が導く異世界道中　第二幕』のティザーPVと第1話にて、ヘヴィメタルアレンジのこの曲が使用されている。[7][8]